# Forest Hill, Victoria
Forest Hill är en ort i Australien. Den ligger i kommunen Whitehorse och delstaten Victoria, omkring 18 kilometer öster om delstatshuvudstaden Melbourne. Antalet invånare är 9 315.
Runt Forest Hill är det mycket tätbefolkat, med 1 632 invånare per kvadratkilometer.. Närmaste större samhälle är Melbourne, omkring 18 kilometer väster om Forest Hill. 
Runt Forest Hill är det i huvudsak tätbebyggt. Genomsnittlig årsnederbörd är 1 244 millimeter. Den regnigaste månaden är juli, med i genomsnitt 140 mm nederbörd, och den torraste är januari, med 49 mm nederbörd.